# Ursinia anthemoides
Ursinia anthemoides es una especie de planta fanerógama, perteneciente a la familia Asteraceae. Es originaria del sur de África. 

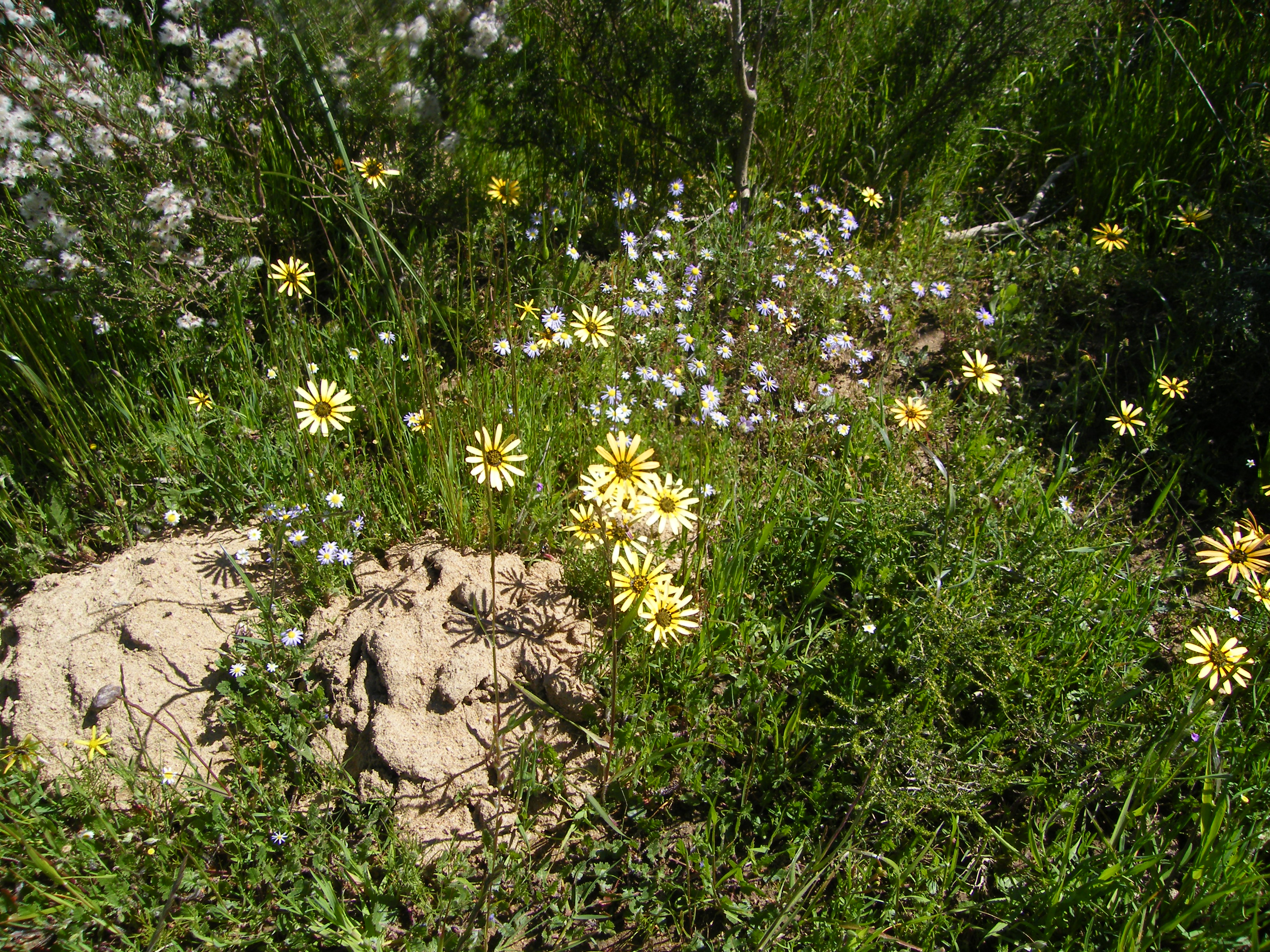
Vista de la planta

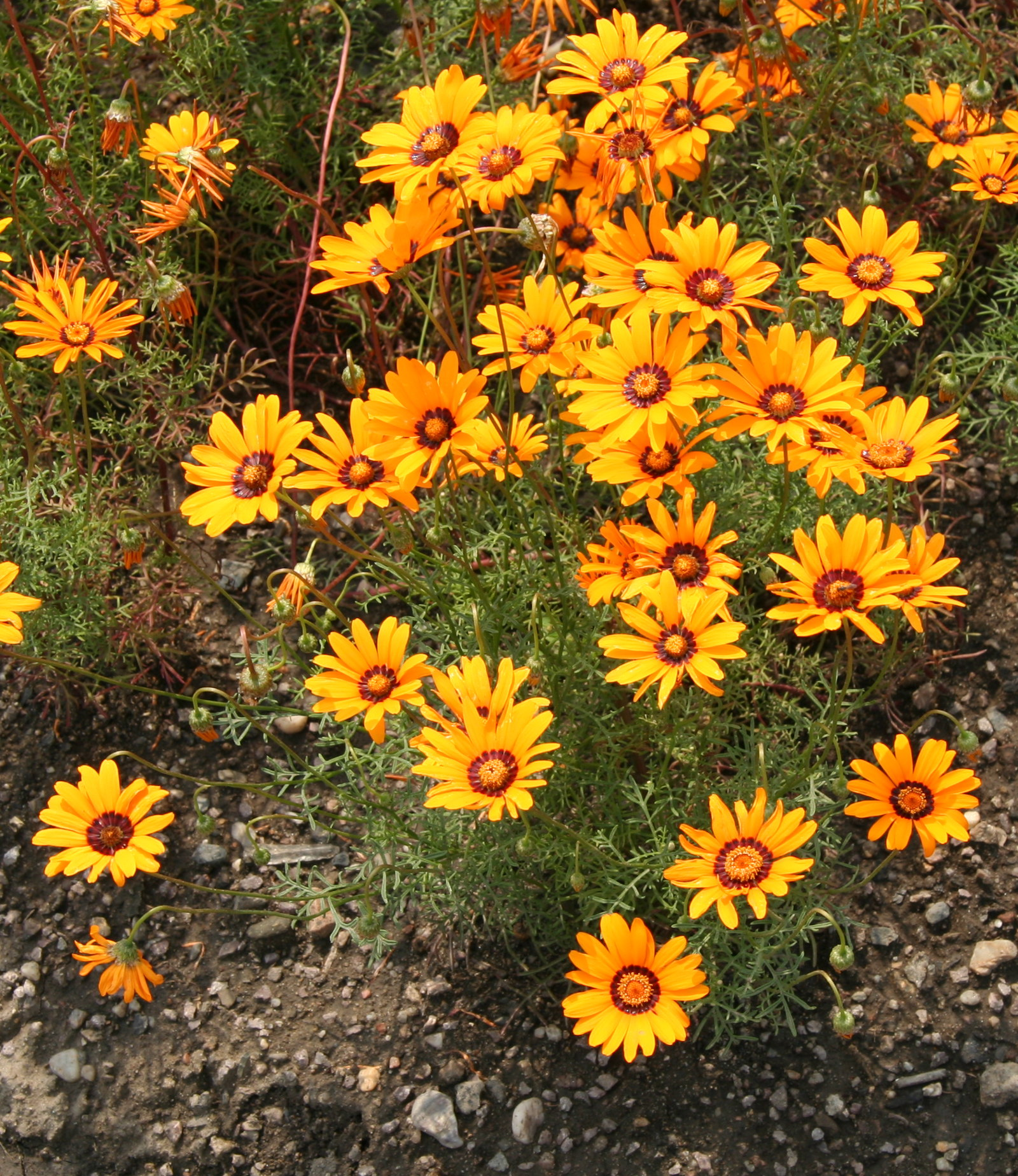
Flores

## Descripción
Ursinia anthemoides es una hierba anual, que alcanza un tamaño de 5 a 50 cm de altura, con hojas finamente divididas. Las capitulescencias son solitarias con un tallo largo. Las flores liguladas son amarillas y cobrizas a continuación. Las brácteas involucrales son vellosas con márgenes marrones: las puntas de los pétalos exteriores son agudas; los medias oblongas; los internas tienen apéndices apicales redondos. Los frutos son ± 2-3 x ± 0,3-0,4 mm, obconicales. Las frutas tienen 5 escamas ovadas de color blanco, con una raya marrón central. La fruta junto con las escamas del vilano miden 4-6 mm de largo. 

## Distribución
Se encuentra en Namibia y en Sudáfrica desde el Karoo hacia el este a Port Elizabeth. Los hábitats y suelos que aparecen en especímenes de herbario incluyen laderas secas, arena y grava, en la Montaña de la Mesa en la piedra arenisca, cuarzo, piedra caliza, suelo franco bien drenado y en áreas de filtraciones a lo largo de los caminos en altitudes que oscilan entre los 15 y los 1.065 m

## Taxonomía
Ursinia anthemoides fue descrita por (L.) Poir.  y publicado en Encyclopédie Méthodique, Botanique 8: 257. 1808.
Etimología
Ursinia: nombre genérico que fue otorgado en honor del profesor Johannes Heinrich Ursinus 1608-1667.
anthemoides: epíteto latíno compuesto que significa "similar a  Anthemis"  
Variedad aceptada
- Ursinia anthemoides subsp. versicolor (DC.) N.E.Br.

Sinonimia
- Arctotis foeniculacea Jacq.
- Sphenogyne adonidifolia DC.
- Sphenogyne anthemoides (L.) R.Br.
- Sphenogyne anthemoides var. anthemoides
- Sphenogyne foeniculacea (Jacq.) Less.
- Sphenogyne microcephala DC.
- Sphenogyne pusilla DC.
- Sphenogyne speciosa Hort. ex Knowles & Westc.
- Ursinia anthemoides Gaertn.
- Ursinia anthemoides subsp. anthemoides
- Ursinia foeniculacea (Jacq.) N.E.Br.
- Ursinia pulchra N.E.Br.
- Ursinia pusilla (DC.) N.E.Br.[3]